# 農業部林業及自然保育署航測及遙測分署
農業部林業及自然保育署航測及遙測分署（簡稱航遙分署）是中華民國農業部林業及自然保育署的所屬機關。負責以航拍攝影對全臺灣（含離島）進行農林等自然資源調查，並以所拍攝圖片建立航拍資料庫和地理資訊系統。

## 沿革
- 1954年4月，中國農村復興聯合委員會（今行政院農業部）成立「森林資源及土地利用航測調查隊」。
- 1959年1月，因改隸屬臺灣省政府農林廳而更名為「臺灣省政府農林廳農林航空測量隊」。
- 1973年7月，農林航空測量隊改隸臺灣省政府農林廳林務局，更名為「臺灣省政府農林廳林務局農林航空測量隊」。
- 1980年2月，擴編為「臺灣省政府農林廳林務局農林航空測量所」。
- 1999年7月，因臺灣省虛級化而同林務局改隸行政院農業委員會，因而再更名為「行政院農業委員會林務局農林航空測量所」。
- 2014年9月，從臺北市大安區潮州街61之3號搬遷至中正區農委會和平大樓。
- 2023年8月，林務局改組更名為「林業及自然保育署」，農航所改組更名為「林業及自然保育署航測及遙測分署」。

## 機隊
| 機型                                | 現況 | 架數 | 說明 |
| ----------------------------------- | ---- | ---- | --- |
| Piper PA-31                         | 退役 | 1架  | 於1972年購置，機號B-1361。於1993年Piper原廠破產、停止營運後淘汰。                                              |
| Beechcraft Super King Air BE-200    | 現役 | 1架  | 於1979年購置，機號NA-301，原因應1000公尺以上高山航測所需。                                                     |
| Beechcraft Super King Air BE-350    | 退役 | 1架  | 於1995年購置，機號NA-302，於2015年11月因降落時起落架潰縮，機腹著地而嚴重損毀。空勤總隊決議不予修復，因而退役。 |
| 熊鷹號定翼無人機 (Geosat Sky Arrow) | 現役 | 2架  | 於2019年起承租，為台灣廠商經緯航太的自製無人機。                                                               |
| Beechcraft Super King Air BE-360 ER | 現役 | 2架  | 於2021年起承租，由飛特立航空購置，機號B-36001、B-36002，於2022年第四季開始執勤。                               |

## 組織
- 分署長
- 副分署長
- 秘書

業務單位
- 綜合企劃科
- 影像處理科
- 空間測量科
- 資源調查科
- 資料管理科
- 圖資供應科

行政單位
- 秘書室
- 主計室
- 人事室
- 政風室

## 外部連結
- 行政院農業委員會林務局農林航空測量所 （页面存档备份，存于）（繁體中文）（英文）
- 農航所航遙測圖資供應平台 （页面存档备份，存于）